# Sallier de la Tour
I Sallier de la Tour sono una famiglia aristocratica originaria di Tournon nella Tarantasia, radicata in Savoia, afferente alla nobiltà sabauda, nota soprattutto per aver avuto alcuni grandi personaggi al servizio del Ducato di Savoia e poi del Regno di Sardegna. La famiglia rese servigi notevoli alla Casa Savoia che la ricompensò con alte onorificenze e coi titoli di conti, di marchesi di Cordon e Combloux, di baroni di Chevron e di signori di Bourdeau. Filiberto prese parte al Congresso di Rastatt; il conte Vittorio, marchese di Cordon, cavaliere della Santissima Annunziata, luogotenente generale del re Carlo Felice e ultimo maresciallo di Savoia, fu per molti anni presidente del Consiglio e ministro degli affari esteri. La nobiltà e i titoli di questa famiglia furono riconosciuti nel 1889.

## Storia
Capostipite noto è Pietro, che nel 1576 giura fedeltà al duca di Savoia. Nell'atto è qualificato come nobile.
Suo figlio Eustachio fu commissario ducale e notaio. Sposò nel 1578 una dama di casa Fourrier e da queste nozze nacque Umberto, il quale fu nobilitato col figlio Antonio il 20 aprile 1634 per i servigi prestati a Vittorio Amedeo I di Savoia, in particolare nell'assedio di Vercelli.
Antonio, detto de la Tour, fu capitano della fanteria sabauda, distinguendosi specialmente nell'assedio di Verrua Savoia. Sposò Gasparda, figlia del nobile Claudio de Cerisier. Suo figlio Filiberto (1643-1708), fu presidente della camera dei conti del Ducato di Savoia. Quindi, in qualità di ambasciatore all'Aja, partecipò al congresso di Rijswijk, e al suo ritorno a Torino fu creato ministro della guerra (1699). Nel 1700 ricevette il titolo di marchese. Infine si ritirò in Savoia, e finì i suoi giorni nel suo castello di Tournon l'8 dicembre 1708.
Nel 1704 aveva sposato Margherita figlia di Vittorio Emanuele Bertrand de la Pérouse. Da queste nozze nacque Giuseppe Francesco (1706-1779), che fu ambasciatore in Spagna, governatore della città e della provincia di Asti e comandante generale del ducato di Savoia.
Suo figlio Vittorio Amedeo (1726-1800), morto senza discendenza, seguì una brillante carriera militare raggiungendo il grado di tenente generale. Fu ministro plenipotenziario all'Aja, rappresentante diplomatico a Londra (1774) e ambasciatore a Parigi (1788).
Continuò la linea Giuseppe Amedeo (1737-1820), fratello del precedente, che firmò l'armistizio di Cherasco nel 1796 e fu tenente generale di cavalleria e governatore di Novara. Fu creato cavaliere dell'ordine della Santissima Annunziata e maresciallo di Savoia. Sposò Adele di Giuseppe Ducloz d'Ezery conte di Bonne (1772). 
Figlio di Giuseppe Amedeo e nipote di Vittorio Amedeo fu il generale e senatore Vittorio Amedeo iunior (1774–1858), forse la figura di maggiore spicco nella famiglia per la sua carriera militare e diplomatica, largamente partecipe delle vicende risorgimentali. Come ufficiale di cavalleria combatté nella guerra delle Alpi; servì poi in Austria e in Inghilterra. Fondò in Sicilia, sotto lord Bentinck, una legione anglo-italiana, della quale fu generale; partecipò alle campagne del Portogallo e della Spagna. Alla restaurazione comandò la spedizione sarda di Grenoble e l'esercito reale contro i rivoluzionari del 1821. Ebbe inoltre le cariche di governatore generale degli Stati sardi di terraferma (1821), di primo segretario di Stato per l'estero (1822), di luogotenente generale del Regno (1829), di maresciallo (1835), di vicepresidente del Consiglio di Stato (1835). Il 3 aprile 1848 fu nominato senatore del Regno. Sposò Marietta Galleani di Agliano (1819) e nacque da queste nozze, fra gli altri, Carlo Felice (1824-1893), che fu colonnello e ufficiale di ordinanza del re Vittorio Emanuele II di Savoia.
Il conte Carlo Felice, marchese di Cordon, morì a Torino il 13 febbraio 1893. Era figlio del conte Vittorio, l'ultimo maresciallo di Savoia, ministro degli esteri nel 1821. Il conte Carlo Felice faceva parte dello stato maggiore e morì col grado di tenente colonnello. Si era distinto nelle campagne del 1848 e 1849 e si ritirò dal servizio quando nel 1860 si trattò di invadere le province romane. Dalla consorte Marta Ruinart di Brimont ebbe quattro figli: il marchese Vittorio, sposato a Maria Luigia Desmaret di Biesme, il conte Giuseppe, segretario di legazione, Matilde e Maria Laura, monaca. I suoi fratelli furono il conte Vittorio, già ministro plenipotenziario, il barone Alberto e Adele.
Il 25 luglio dello stesso anno venne celebrato a Napoli il matrimonio del conte Giuseppe (Orio Canavese 17 settembre 1860 - Clermont Ferrand 20 settembre 1937), segretario di legazione (figlio del conte Carlo, marchese di Cordon, e della contessa nata Ruinart de Brimont) con donna Carolina Corio dei principi di Castecicala (figlia del marchese Giuseppe, patrizio milanese, ciambellano dell'imperatore d'Austria, già ministro plenipotenziario dell'imperatore Massimiliano del Messico, e di donna Giustina Ruffo, principessa di Castelcicala e duchessa di Calvello).
Giuseppe , principe di Castelcicala e duca di Calvello maritali nomine dal 20 ottobre 1907, fu ministro plenipotenziario del re d’Italia nei Paesi Bassi.
Filiberto, figlio del precedente, ereditò i titoli materni con successione anticipata approvata da decreto ministeriale del 18 ottobre 1919. Sposò a Palermo il 20 marzo 1920 donna Maria Anna Beccadelli di Bologna, principessa di Camporeale.
Paolo, fratello del precedente, duca Sallier de la Tour per regio decreto dell'11 maggio 1926 (confermato con regie lettere patenti dell'11 dicembre 1926), autorizzato con regio decreto del 10 dicembre 1925 ad aggiungere il cognome Corio al proprio, sposò a Napoli il 29 aprile 1948 donna Franca Perrelli Tomacelli Filomarino dei principi di Boiano.
Un altro Paolo, figlio di Filiberto, fu principe di Castelcicala e duca di Calvello. Sposò a Palermo il 14 aprile 1956 Costanza Mastrogiovanni Tasca dei Conti di Almerita. 
Filiberto, figlio del precedente, principe di Castelcicala duca di Calvello e attuale capo del casato, sposò il 10 dicembre 1988 Domitilla dei marchesi Bottini. La coppia ha tre figli: Costanza, Paolo e Benedetta. 